# Croton comes
Espèce
Classification APG III (2009)
Croton comes est une espèce de plantes à fleurs du genre Croton et de la famille des Euphorbiaceae, présente au Honduras.